# Herjalf
Herjalf – polska grupa muzyczna założona latem 2000 przez Julię Przyborowską i Pawła Kieżucia. W marcu 2001 wychodzi pierwszy album grupy - "Kiedy topnieją śniegi...". Podczas nagrywania albumu do zespołu dołączył Marcin Szylko.

## Dyskografia
- 2001 Kiedy topnieją śniegi...
- 2001 Mrozem uśpiona[1]
- 2004 Northern Wind[2] Metal Mind Productions